# Teaser-Clubshow Tour
Bei der Teaser-Clubshow Tour handelt es sich um die dritte eigenständige Tournee der deutschen Popschlager-Sängerin Vanessa Mai.

## Hintergrund
Die Teaser-Clubshow Tour war die dritte Headliner-Tournee von Vanessa Mai. Es handelte sich hierbei um eine Klubtournee, die Mai im Zeitraum vom 25. November 2019 bis zum 28. November 2019 durch vier deutsche Städte führte. Die Tour stand unter dem Zeichen eines „neuanfangs“ von Seiten Mais und beinhaltete als sogenannten „Teaser“ Teile des zwei Monate später erschienen Studioalbums Für immer. Eigentlich plante man für den Herbst 2019 eine Arena-Tour, die jedoch im Laufe des Jahres, trotz Kartenvorverkauf, abgesagt wurde. Mai erklärte die Absage damit, dass sie der Erfolgsdruck „fast kaputt“ gemacht habe. Sie habe sich fremdbestimmt gefühlt, den Glauben an sich verloren und angefangen, sich mit anderen Sängerinnen zu vergleichen. Mai gab zu, dass sie ihre anfängliche Unbeschwertheit verloren hatte. Sie habe Menschen um sich herum gehabt, die ihr das Gefühl gaben, sie müsse sich für das was sie bisher tat, schämen. Sie habe tolle Dinge erlebt und erreicht, konnte es aber nicht mehr genießen. Aus diesem Grund nahm sie sich eine Auszeit und verschob ihre laufenden Projekte. Das Album Für immer sollte eigentlich ebenfalls im Herbst dieses Jahres erscheinen, wurde jedoch erst im Januar 2020 veröffentlicht. Der offizielle Kartenvorverkauf begann am 27. September 2019. Fans, die den Newsletter von Mai abonnierten, konnten bereits über den „Fan-Presale“ drei Tage zuvor an Karten gelangen. Als Tourneeveranstalter konnte man das Frankfurter Unternehmen Live Nation für sich gewinnen. Die ausverkauften Spielorte boten für ungefähr 500 Zuschauer platz.
Das Bühnenbild bestand lediglich aus einigen LED-Quadraten, die in dreier Reihen angebracht waren. Mai trug jeden Abend das gleiche Outfit, welches aus einem bauchfreien Top, einer Hot-Pants sowie einer Fransenjacke zusammensetzte. Mit Ausnahme von schwarzen Stiefeln, waren die restlichen Kleidungsstücke weiß.

## Tourdaten
| Datum             | Stadt   | Veranstaltungsort | Land        |
| ----------------- | ------- | ----------------- | ----------- |
| 25. November 2019 | Hamburg | Gruenspan         | Deutschland |
| 26. November 2019 | Köln    | Gloria-Theater    | Deutschland |
| 27. November 2019 | München | Backstage Halle   | Deutschland |
| 28. November 2019 | Berlin  | Metropol-Theater  | Deutschland |

## Setlist
Während der Tour präsentierte Mai zusammen mit ihrer Begleitband – bestehend aus Jens Golücke (Schlagzeug) und Jan Stürmer (Gitarre) – 18 unterschiedliche Titel. Das Repertoire bestand hauptsächlich aus einer musikalischen Mischung aus Elektropop, Pop und Schlager, mit einigen Akustikdarbietungen inmitten der Konzerte.
Die Setlist bestand zu mehr als ein Drittel aus Stücken von Mais – im Anschluss an die Tour erschienenen – sechsten Studioalbum Für immer sowie Titel aus älteren Veröffentlichungen. Aus dem Präsentationsalbum Für immer spielte Mai sieben Lieder, insgesamt erschienen auf dem Album 13 neue Stücke. Aus dem vorangegangenen Studioalbum Schlager spielte Mai mit Niemals, Stärker, Wiedersehen sowie Wir 2 immer 1 insgesamt vier Titel. Mit Ich vermiss dich so, Nie wieder und Regenbogen spielte sie drei Lieder aus dem vorletzten Studioalbum Regenbogen. Darüber hinaus präsentierte sie jeweils einen Titel aus ihren ersten drei Studioalben: Ich sterb für dich aus Für Dich, Mein Herz schlägt Schlager aus Wachgeküsst sowie Jeans, T-Shirt und Freiheit aus Endlos verliebt. Dazu kommt noch ein „Wolkenfrei-Medley“, dass sich aus den Liedern Du bist meine Insel, Ich versprech dir nichts und geb dir alles, Von Tokio bis Amerika und Wolke 7 zusammensetzte. Die Titel aus dem Medley entstammen der ersten beiden Studioalben.
Inmitten der Konzerte präsentierte Mai mit Beste Version, Jeans, T-Shirt und Freiheit sowie Spiegel, Spiegel drei Titel in akustischer Form. Das Lied Regenbogen präsentierte sie in einer Pianoversion sowie in seiner ursprünglichen Popversion. Die Zugabe bestand während der kompletten Tour aus dem Titel Zusammen mit dir. Nach jedem der Konzerte stand Mai für einen Austausch mit ihren Fans bereit.
Liste der gespielten Lieder während der Tour:
1. Forever
2. Wiedersehen
3. Wir 2 immer 1
4. Nie wieder
5. Venedig (Love Is in the Air)
6. Niemals
7. Stärker
8. Mein Herz schlägt Schlager
9. Ja Nein Vielleicht
10. Jeans, T-Shirt und Freiheit
11. Spiegel, Spiegel
12. Beste Version
13. Maisterwerk
14. Ich vermiss dich so
15. Wolkenfrei-Medley
  1. Du bist meine Insel
  2. Ich versprech dir nichts und geb dir alles
  3. Von Tokio bis Amerika
  4. Wolke 7
16. Regenbogen
17. Ich sterb für dich

Zugabe
1. Zusammen mit dir

## Rezensionen
Stephan Imming von den Schlagerprofis beschrieb die meisten neuen Titel als „frisch“ und „modern“, ein neuer „Stil“. Ob sich dieser auf dem vollen Popschlager-Markt durchsetzen werde, bleibe abzuwarten. Imming führte fort, dass Mai in naher Zukunft weiter auf kleinere Konzerte anstatt einer Arenatour setzen solle, weniger sei mehr. Es sei ein „gelungener“ Abend gewesen, vor allem der Gitarrist und der Schlagzeuger hätten überzeugt.
Patrick Kollmer von schlagerplanet.com beschrieb die neuen Titel als deutlich „poppiger“ und „tanzbarer“. Mai setzte sich musikalisch „spürbar“ vom Schlager ab, allerdings vollziehe sie auch keinen kompletten Stilwechsel. Das neue Material hätte auch auf eines der früheren Alben gepasst. Die „Aufgekratzheit“ der „bühnenglücklichen“ von Mai erinnere an eine Animateurin auf einem Kindergeburtstag, was jedoch bei ihren Fans ankommen würde.

## Trivia
Am 31. Januar 2020 veröffentlichte Mai, über die Videoplattform YouTube, die Videoauskopplung zu Maisterwerk. Inhaltlich ist das Stück ein Dankeschön von Mai an ihre Fans. Das Musikvideo beinhaltet Aufnahmen, die während der Teaser-Clubshow Tour entstanden. Es zeigt sowohl Backstageaufnahmen, als auch Aufnahmen während der Konzerte sowie Fanaufnahmen vor und nach der Konzerte. Die Gesamtlänge des Videos beträgt 2:54 Minuten. Regie führte Florian Kaiser.